# Стрелок (клипер, 1879)
Стрелок — русский парусно-винтовой клипер (крейсер 2-го ранга) четвёртой серии (типа «Крейсер»).

## Служба
- 24 июня 1880 — Отправился из Кронштадта на Дальний Восток через Атлантику, Средиземное море и Индийский океан.
- 26 сентября 1880 — Прибыл в Нагасаки и приступил к службе.
- Крейсерская служба у берегов Камчатки.
- 1881 — Ходил в Северный Ледовитый океан на поиски американской яхты «Жаннетта» с экспедицией Д. В. Де Лонга. Дойдя до мыса Сердце-Камень вернулся, не обнаружив экспедицию.
- Декабрь 1881 — Встал на зимовку в Иокогаме.
- Апрель 1882 — Получил приказ вернуться в Петербург, обойдя мыс Доброй Надежды.
- 27 апреля 1882 — Встал на докование в Гонконге.
- 2 октября 1882 — Вернулся в Кронштадт.
- 5 февраля 1883 — Переведён в Гвардейский экипаж.
- С практикантами-гардемаринами на борту включён в эскадру контр-адмирала П. А. Чебышёва, патрулировавшую вдоль греческого архипелага и побережья Малой Азии в Красном море.
- 28 января 1885 — Ушёл из Марселя в Америку.
- 11 февраля 1885 — Прибыл на Мадейру.
- Март 1885 — В Гаване встал для очистки подводной части в плавучий деревянный док, при этом поврежденные листы мунц-металла были заменены медной обшивкой.
- 2 апреля 1885 — Отправился в Норфолк.
- 16 апреля 1885 — Уйдя от преследования английского корвета «Гарнет», прибыл в Нью-Йорк.
- Май 1885 — Отправился в Россию.
- 10 июня 1885 — Прибыл в Кронштадт.
- Август 1886 — Май 1888 — Поход в Средиземное море.
- 1889 — Включен в состав Практической эскадры Балтийского моря.
- 11 января 1897 — Переведён из Гвардейского экипажа в 14-й флотский экипаж, перешёл из Либавы в Кронштадт, после чего в плавания больше не выходил.
- 8 февраля 1899 — Переведён в разряд учебных судов для обеспечения практики воспитанников Морского инженерного училища.
- 10 февраля 1899 — Присвоен 3-й ранг.
- 22 ноября 1907 — Исключён из списков флота.
- 1916 — Разобран.

## Командный состав

### Командиры
- 08.01.18??—??.??.18?? капитан 2-го ранга П. А. Полянский
- 08.01.1880—??.12.1882 капитан-лейтенант А. К. де Ливрон
- 01.01.1883—??.??.1885 капитан-лейтенант (с 02.1885 капитан 2-го ранга) Н. И. Скрыдлов
- 01.01.1886—22.01.1889 капитан 2-го ранга (с 01.01.1889 капитан 1-го ранга) Р. Р. Дикер
- 30.01.1889—??.??.1890 флигель-адъютант капитан 1-го ранга С. И. Палтов
- ??.03.1890—??.??.1891 капитан 2-го ранга (с 01.01.1891 капитан 1-го ранга) К. П. Кузьмич
- ??.??.18??—01.01.1895 капитан 2-го ранга Барташов
- 01.01.1895—01.07.1896 капитан 2-го ранга Д. Д. Всеволожский
- 11.01.1897—08.02.1899 капитан 2-го ранга Орехов
- ??.??.1902—??.??.1904 капитан 2-го ранга П. В. Римский-Корсаков

### Служили на корабле
- Аренс, Евгений Иванович — генерал флота, ординарный профессор Николаевской морской академии по истории русского флота, автор воспоминаний и многих трудов по военно-морской истории.
- Асташев, Александр Васильевич
- Гирс, Владимир Константинович
- Барон Индрениус, Иван Бернгардович — мичман, впоследствии контр-адмирал и первый командующий ВМФ независимой Финляндии (1918—1919).
- Конюшков, Иван Иванович
- Мордовин, Порфирий Александрович (КИМФ прапорщик 11 — 22 октября 1879) — впоследствии генерал-майор Российского императорского флота, участник Цусимского сражения.
- Скворцов, Дмитрий Васильевич

## Памятные места
- Бухта Стрелок в Беринговом море (бухта Стрелок в заливе Лаврентия была обследована в 1881 году экипажем клипера «Стрелок», им же названа в честь своего корабля)[1].